# Gobernación de Belén
La Gobernación de Belén (en árabe : محافظة بيت لحم) es una de las dieciséis gobernaciones del Estado de Palestina, situada al sur de Cisjordania y al oeste del mar Muerto. Ocupa un área de 644 km² de la Ribera Occidental, al sur de Jerusalén. Su principal ciudad y capital es el Municipio de Belén. Según la Oficina Central Palestina de Estadísticas, su población era de 180 116 habitantes a mediados de año 2006.

## Geografía
De acuerdo con la Municipalidad de Belén, la ciudad tiene un área total de 575 km² (222,3 mi ²). De esta superficie, 80 km² (30,8 mi²) en la actualidad están bajo el control de la Autoridad Nacional Palestina . 

## Política
Políticamente, la gobernación de Belén es una especie de bastión de la izquierda palestina. En las elecciones legislativas palestinas de 2006 el Frente Popular para la Liberación de Palestina y la Alternativa fueron los dos partidos más votados. Su actual gobernador es Salah al-Tamari .

## Organización
La gobernación se compone de 10 municipios, 3 campos de refugiados, y 58 distritos rurales.

## Municipios
- Battir
- Beit Fajjar
- Beit Jala
- Beit Sahour
- Beit Lahm (Belén)
- al-Dawha
- Husan
- al-Khader
- Nahalin
- Tuqu'
- al-Ubeidiya
- Za'atara

## Campos de refugiados
- Aida
- 'Azza
- Dheisheh